# 孙传衮
孙传衮（？—？），清朝人，是一名清朝政治人物。
孙传衮曾于光绪二十七年（1901年）接替吉昌任漳州府知府一职，光绪二十九年至宣统三年（1903年至1911年）由陈嘉言接任。